# برلينية

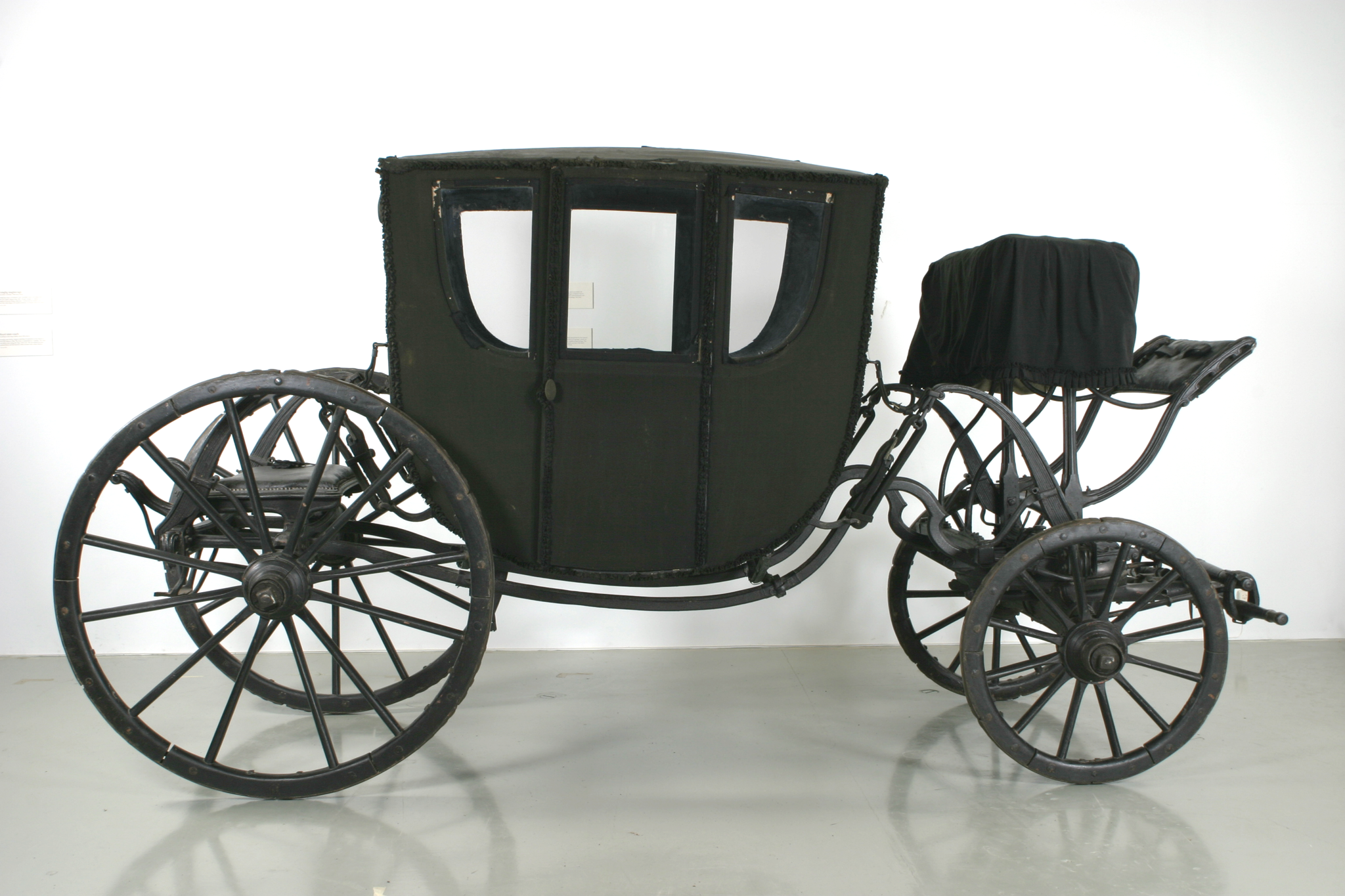
برلينية سوداء

البَرْلِينيَّة أو مِحَفَّة برلين نوعٌ من عربات السفر المغطاة ذات الأربع عجلات ذات مقعدين في الداخل.  تميزت في البداية باستخدام قضيبي هيكل وتعليق الجسم من القضبان بواسطة أحزمة جلدية   استمر استخدام المصطلح للعربات الرسمية المغلقة ذات المقعدين بعد تغيير نظام التعليق من الأحزمة الجلدية إلى نوابض الفولاذ. 

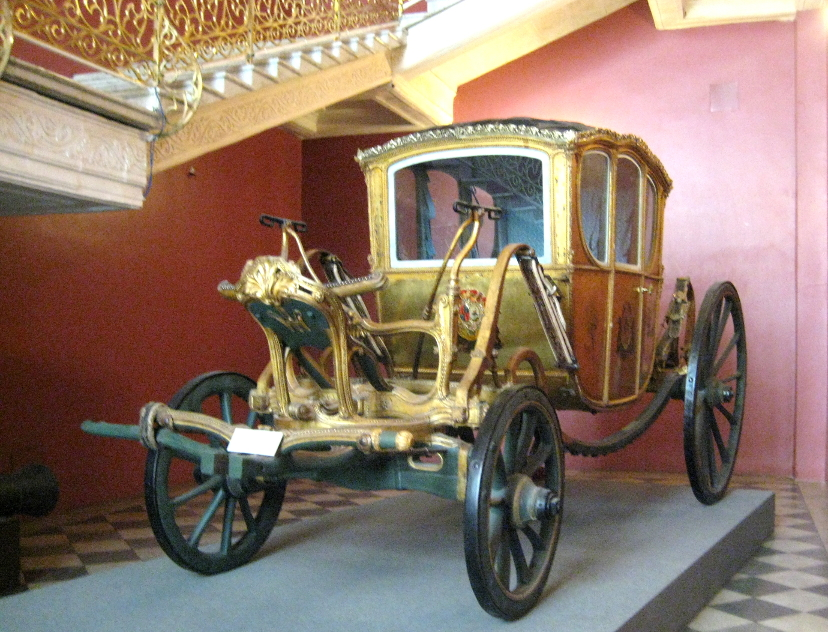
برلينية من عام 1760 في متحف الدولة التاريخي

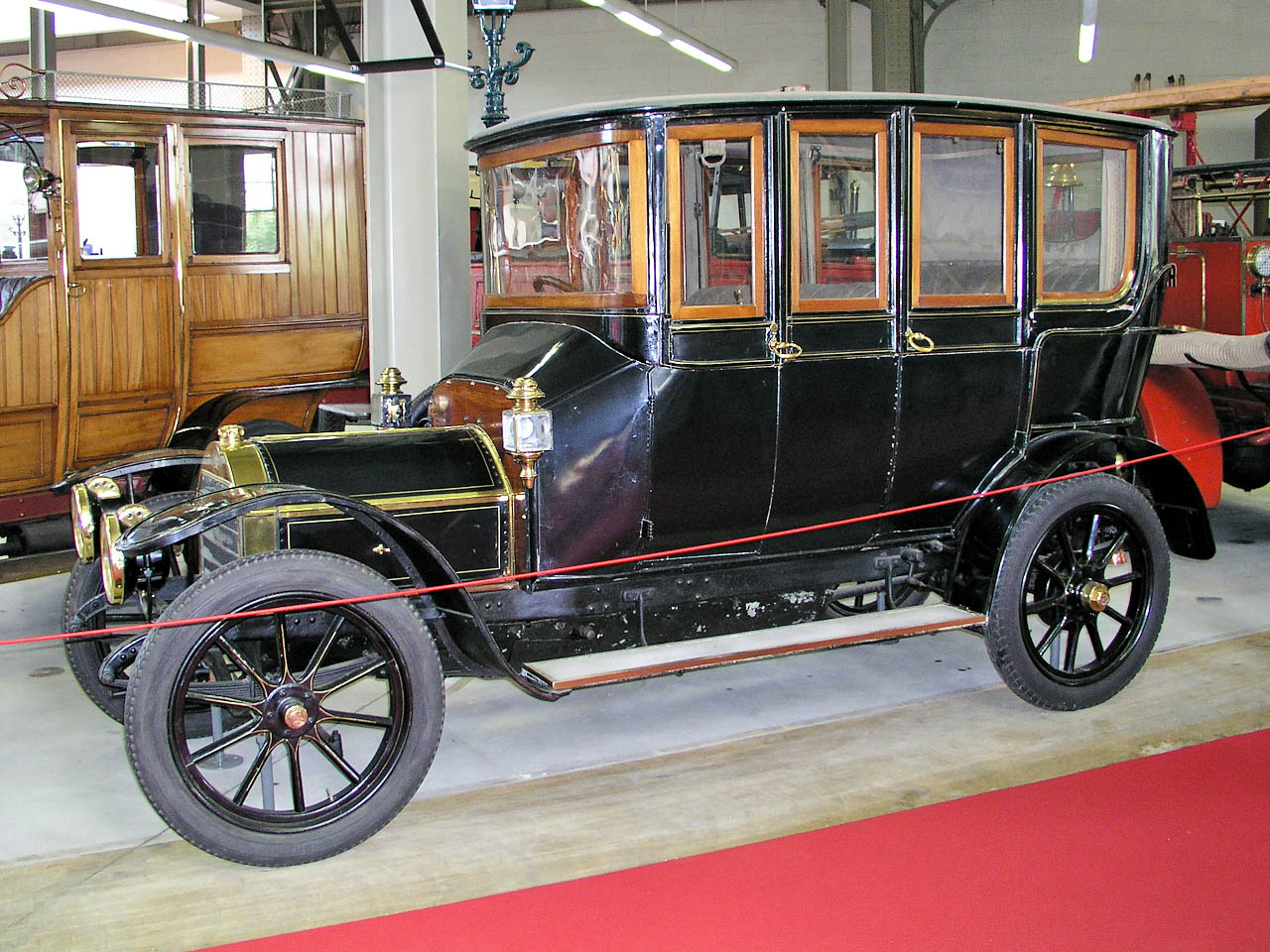
برلينية 1908 FN 2000